# 테트라-아멜리아 증후군

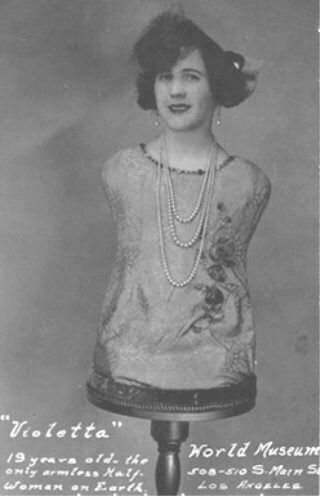
1920년대 테트라-아멜리아 증후군을 앓고 있는 사이드쇼 출연자 비올레타

테트라-아멜리아 증후군(Tetra-amelia syndrome)은 유전 질환의 한 가지로, 팔다리가 없는 선천성 기형을 말한다.

## 유명인
- 오토타케 히로타다
- 닉 부이치치